# Caralophia
Caralophia is een monotypisch geslacht van straalvinnige vissen uit de familie van slangalen (Ophichthidae).

## Soort
- Caralophia loxochila Böhlke, 1955